# Edmond Rossier
Edmond Rossier (* 17. Februar 1865 in Lucens; † 2. Oktober 1945 in Lausanne), heimatberechtigt in Villarzel VD, war ein Schweizer Historiker, Theologe sowie Journalist.

## Leben

### Familie und Ausbildung
Der reformiert getaufte Edmond Rossier, Sohn des Pfarrers Louis Rossier sowie dessen Ehegemahlin Anna geborene Devisme, wandte sich nach der Matura dem Studium der Theologie an der Universität Lausanne zu, dort erwarb er 1889 das Lizenziat. Daran schloss er das Studium der Geschichtswissenschaften an den Universitäten Berlin und Erlangen an, das er 1890 mit der Promotion zum Dr. phil. abschloss. 
Edmond Rossier war mit der Engländerin Blanche, der Tochter des Malers Henry John Terry, verheiratet. Er verstarb im Herbst 1945 in seinem 81. Lebensjahr in Lausanne.

### Beruflicher Werdegang
Edmond Rossier habilitierte sich nach seinem Studienabschluss 1890 als Privatdozent für das Fach Geschichte an der Universität Lausanne, 1891 erfolgte seine Ernennung zum ausserordentlichen, 1896 zum ordentlichen Professor, eine Position, die er bis 1935 innehielt. Zusätzlich füllte Rossier, der in den Jahren 1910 bis 1912 das Rektoratsamt versah, von 1896 bis zu seinem Tod die ordentliche Professur für Geschichte der Diplomatie aus. Überdies bekleidete er von 1930 bis 1944 die ordentliche Professur für Zeitgeschichte und Diplomatie an der Universität Genf.   
Edmond Rossier leitete darüber hinaus von 1909 bis 1915 die Monatsschrift Bibliothèque universelle sowie von 1918 bis 1921 die Tageszeitung Tribune de Lausanne. Seit 1901 wirkte er als Kolumnist bei der zwei- oder dreimal wöchentlich erscheinenden Zeitung Gazette de Lausanne.
Zu Edmond Rossiers Hauptwerken zählen Histoire politique de l'Europe, 1815–1919, erschienen 1931 im Pariser Verlag Payot & Rivages, sowie Du traité de Westphalie à l'Europe de Versailles; essai d'histoire diplomatique, erschienen 1938 im Pariser Verlag Plon. Er wurde mehrfach ausgezeichnet, darunter mit einem Ehrendoktorat der Universität Glasgow und der Aufnahme in die akademische Gesellschaft Belles-Lettres.

## Weitere Publikationen
- Louis Philipps Einfluss auf die äussere Politik Frankreichs, Inaugeral-Dissertation, Impr. Corbaz & comp., Lausanne, 1890
- Un siècle de liberté, Payot & Cie, Paris, 1903
- Orateurs et hommes d'Etat à l'époque de la monarchie de juillet, Lausanne, 1904
- La question de Savoie et le conflit de 1860, Lausanne, Paris, 1905
- Profils de reines: Isabelle de Castille, Catherine de Médicis, Elisabeth d'Angleterre, Anne d'Autriche, Marie-Thérèse, Catherine II, Louise de Prusse, Victoria, Payot & Cie, Paris, 1940